# Mokume-gane
Mokume-gane (jap. 木目金 mokume-gane) – stara japońska technologia łączenia metali, wywodząca się z XVII w. metod produkcji mieczy samurajskich - katan. Nazwa pochodzi od moku (drewno), me (oko), gane (metal) i odpowiada wzorom zbliżonym do słoi drewna, które uzyskuje się poprzez tę metodę. 

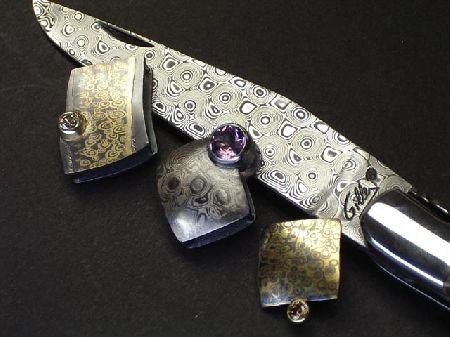
Blacha mokume-gane

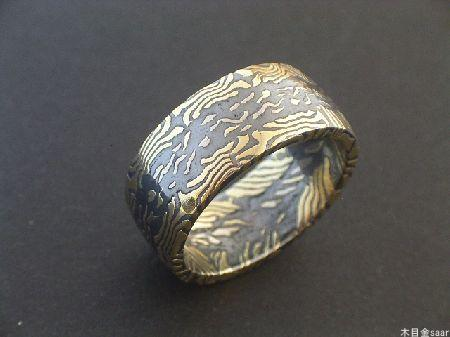
Pierścień mokume-gane

W tej technologii stosuje się metale o różnych kolorach: platyna, pallad, srebro, złoto i jego stop, miedź oraz jej stopy, np. mosiądz, stop shakudo (75% Cu, 25% Au) i stop shibuichi (75% Cu, 5–25% Ag). Warstwy metali przenikają przez całą objętość, dlatego nie ulegają wytarciu.
Jest to trudna technologia, pozostawiająca sporo trudnych do rozdzielenia odpadów. Przedmioty uzyskane w ten sposób mają unikalną wartość, bowiem nigdy nie ma dwóch takich samych wzorów. Występują także różne style tej metody: itame, masame, mokume, ayasugi.